# Luis Valenzuela (futbolista)
Luis Alejandro Valenzuela González (Santiago, Región Metropolitana de Santiago, 14 de enero de 1956) es un exfutbolista chileno, jugaba de mediocampista. Actualmente director general de las escuelas de fútbol del club Universidad de Chile.

## Selección nacional
Jugó un partido por la selección chilena, el 7 de mayo de 1986 frente a Brasil, quien se preparaba para Mundial de México 1986. Participó en el empate a un gol entre ambas selecciones.

### Partidos internacionales
| 1     | 7 de mayo de 1986 | Estadio Pinheirão, Curitiba, Brasil | Brasil     | 1-1 | Chile |   |  | Luis Ibarra | Amistoso |
| Total | Total             | Total                               | Presencias | 1   | Goles | 0 |  |             |          |

| Selección chilena | Selección chilena | Selección chilena |
| Año               | Partidos          | Goles             |
| ----------------- | ----------------- | ----------------- |
| 1986              | 1                 | 0                 |
| Total             | 1                 | 0                 |

## Estadísticas

### Clubes
| Club                 | País  | Año       |
| -------------------- | ----- | --------- |
| Deportes Colchagua   | Chile | 1978      |
| Unión La Calera      | Chile | 1979      |
| San Antonio Unido    | Chile | 1980      |
| Cobresal             | Chile | 1981-1986 |
| Everton              | Chile | 1987      |
| Palestino            | Chile | 1988      |
| Unión Española       | Chile | 1989      |
| Universidad de Chile | Chile | 1989      |
| Naval de Talcahuano  | Chile | 1990-1992 |

## Palmarés

### Títulos nacionales
| Título    | Club                 | País  | Año  |
| --------- | -------------------- | ----- | ---- |
| Primera B | Cobresal             | Chile | 1983 |
| Primera B | Universidad de Chile | Chile | 1989 |